# Echo (Oregón)
Echo es una ciudad ubicada en el condado de Umatilla en el estado estadounidense de Oregón. En el año 2000 tenía una población de 650 habitantes y una densidad poblacional de 418.3 personas por km².

## Geografía
Echo se encuentra ubicada en las coordenadas 45°44′28″N 119°11′41″O / 45.74111, -119.19472.

## Demografía
Según la Oficina del Censo en 2000 los ingresos medios por hogar en la localidad eran de $34,464, y los ingresos medios por familia eran $35,833. Los hombres tenían unos ingresos medios de $31,125 frente a los $20,250 para las mujeres. La renta per cápita para la localidad era de $15,879. Alrededor del 15.4% de la población estaban por debajo del umbral de pobreza.